# آش را تمپل
آش را تمپل (انگلیسی: Ash Ra Tempel) یک گروه موسیقی آلمانی است که در سبک کراوت‌راک فعالیت می‌کنند.
این گروه توسط «مانوئل گوتشینگ»، «کلاوس شولتز» و «هاتموت آنکه» در سال ۱۹۷۱ میلادی پایه‌گذاری شد. کلاوس شولتز پیشتر در گروه موسیقی تنجرین دریم فعالیت داشت.